# Vilar de Mouros
Pour les articles homonymes, voir Vilar.
Vilar de Mouros est une paroisse civile portugaise (en portugais : freguesia) de la municipalité de Caminha dans le district de Viana do Castelo.

## Géographie
Vilar de Mouros est située au nord-est de Caminha. Son territoire est arrosé par le Coura (pt), affluent du Minho.
Vilar de Mouros est desservie par l'autoroute A28 (sortie no 29).

## Histoire
Vilar de Mouros est mentionnée dès le XIe siècle.
En 1911, la paroisse est annexée par celle de Caminha. Elle retrouve son indépendance en 1936.

## Démographie
Lors du recensement de 2021, Vilar de Mouros compte 725 habitants.

## Culture
Vilar de Mouros est réputée pour son festival de rock, organisé tous les étés depuis 1971.
Parmi les principaux monuments de Vilar de Mouros, on trouve :
- les gravures rupestres du monte de Goios ;
- le pont médiéval du XIVe siècle ;
- la chapelle Santa Luzia du XVIe siècle ;
- l'église paroissiale.

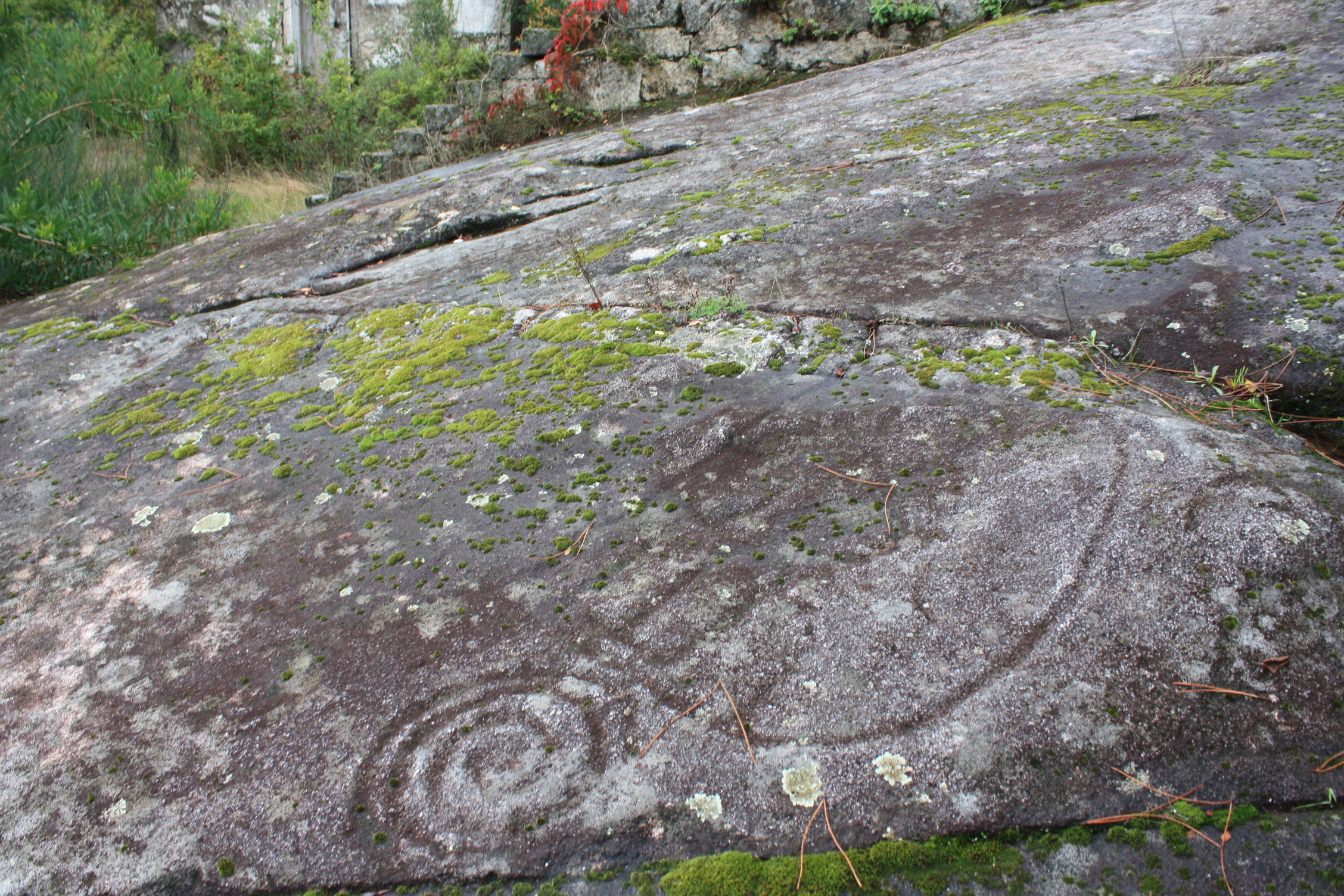
Des gravures rupestres.
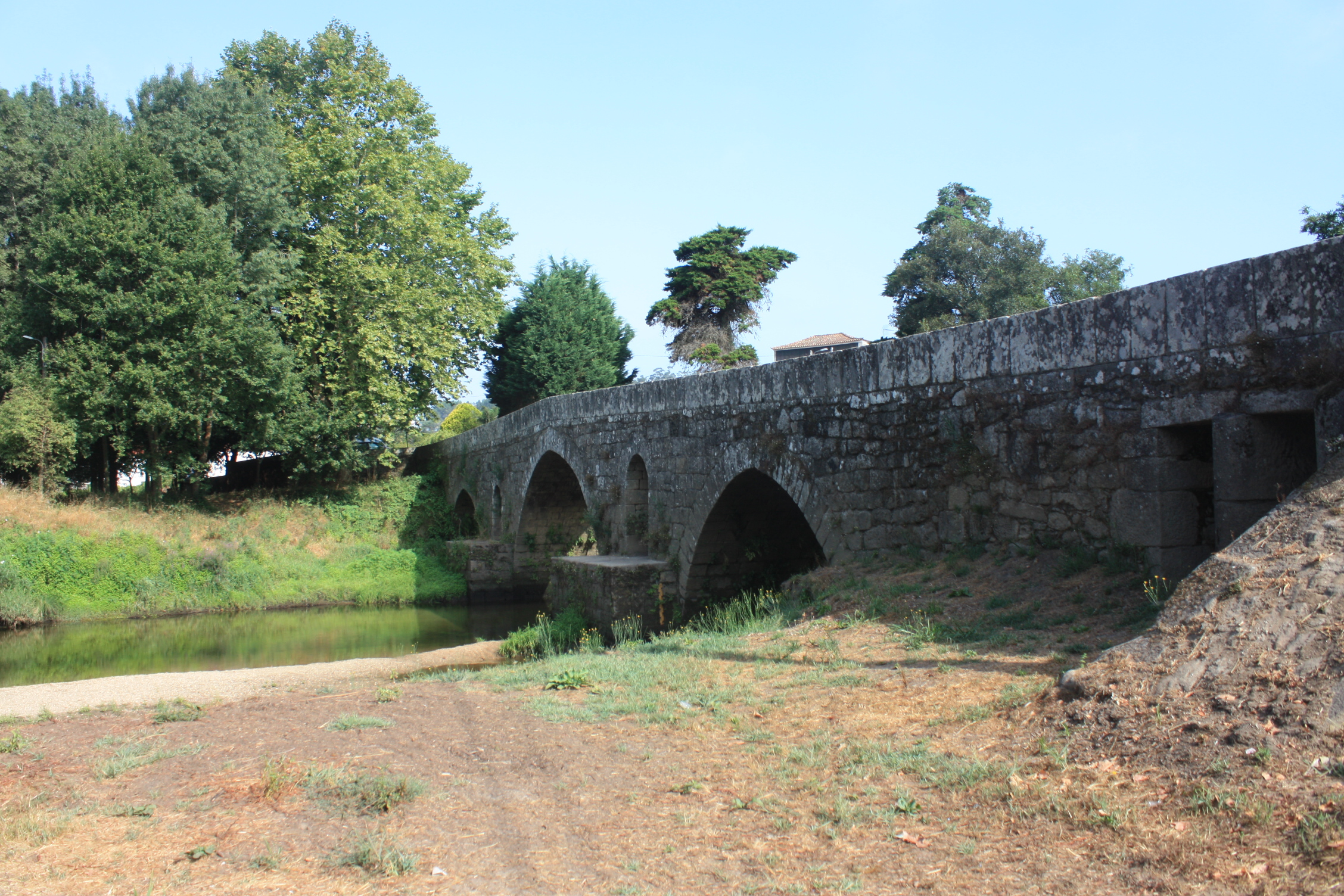
Le pont médiéval.
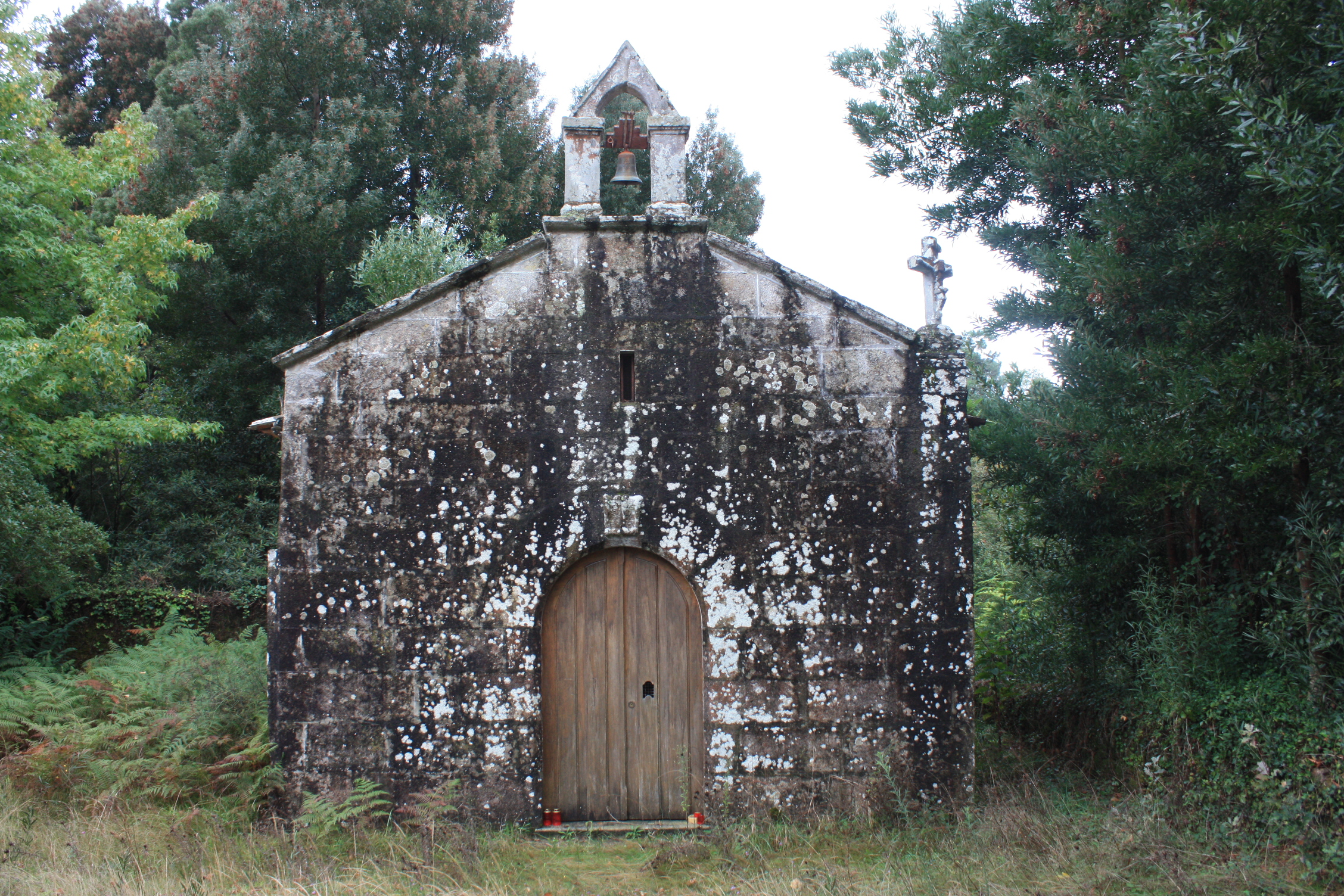
La chapelle Santa Luzia.
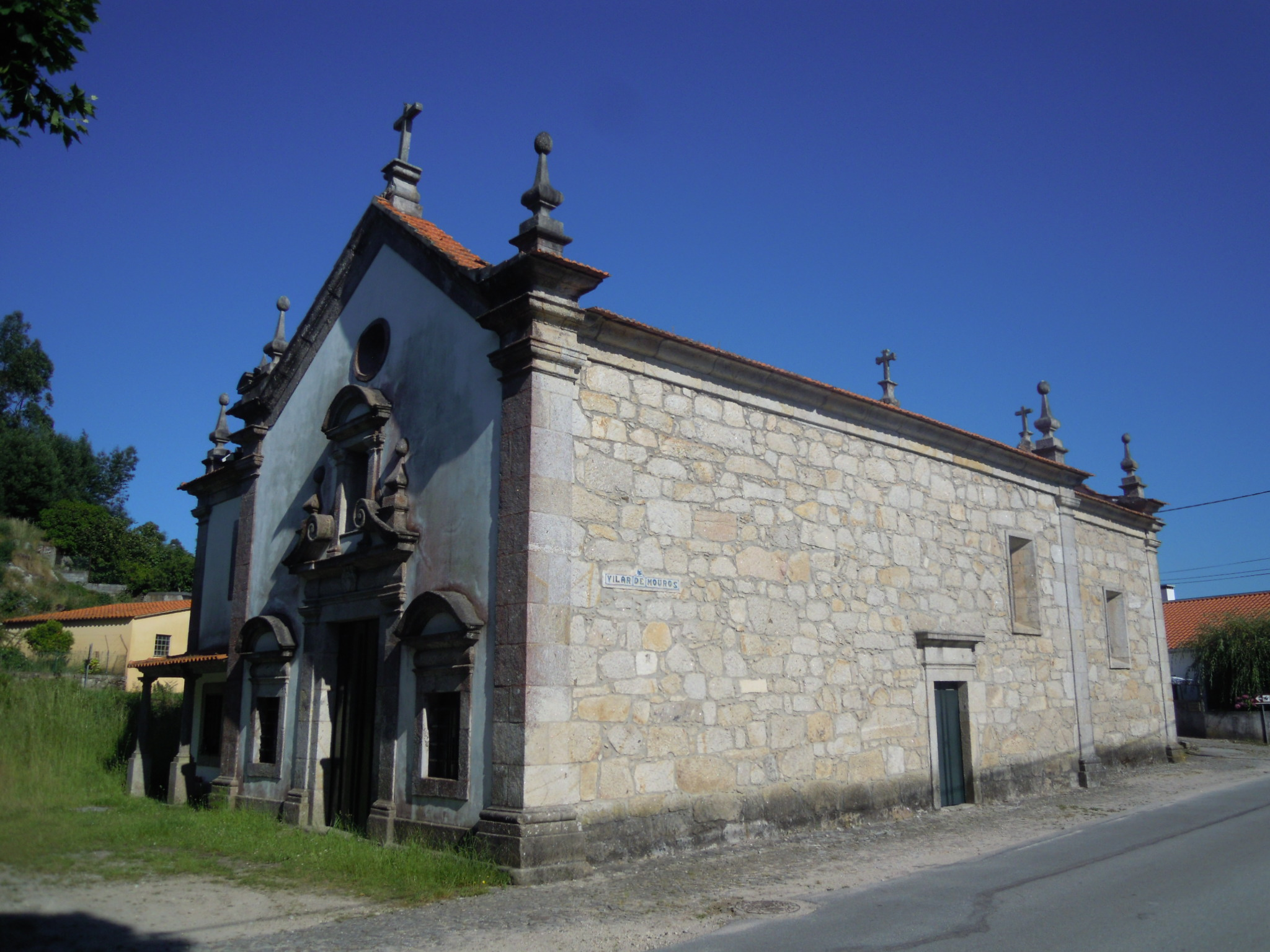
L'église.